# Aechmea pedicellata
Aechmea pedicellata är en gräsväxtart som beskrevs av Elton Martinez Carvalho Leme och Hans Edmund Luther. Aechmea pedicellata ingår i släktet Aechmea och familjen Bromeliaceae. Inga underarter finns listade i Catalogue of Life.

## Bildgalleri

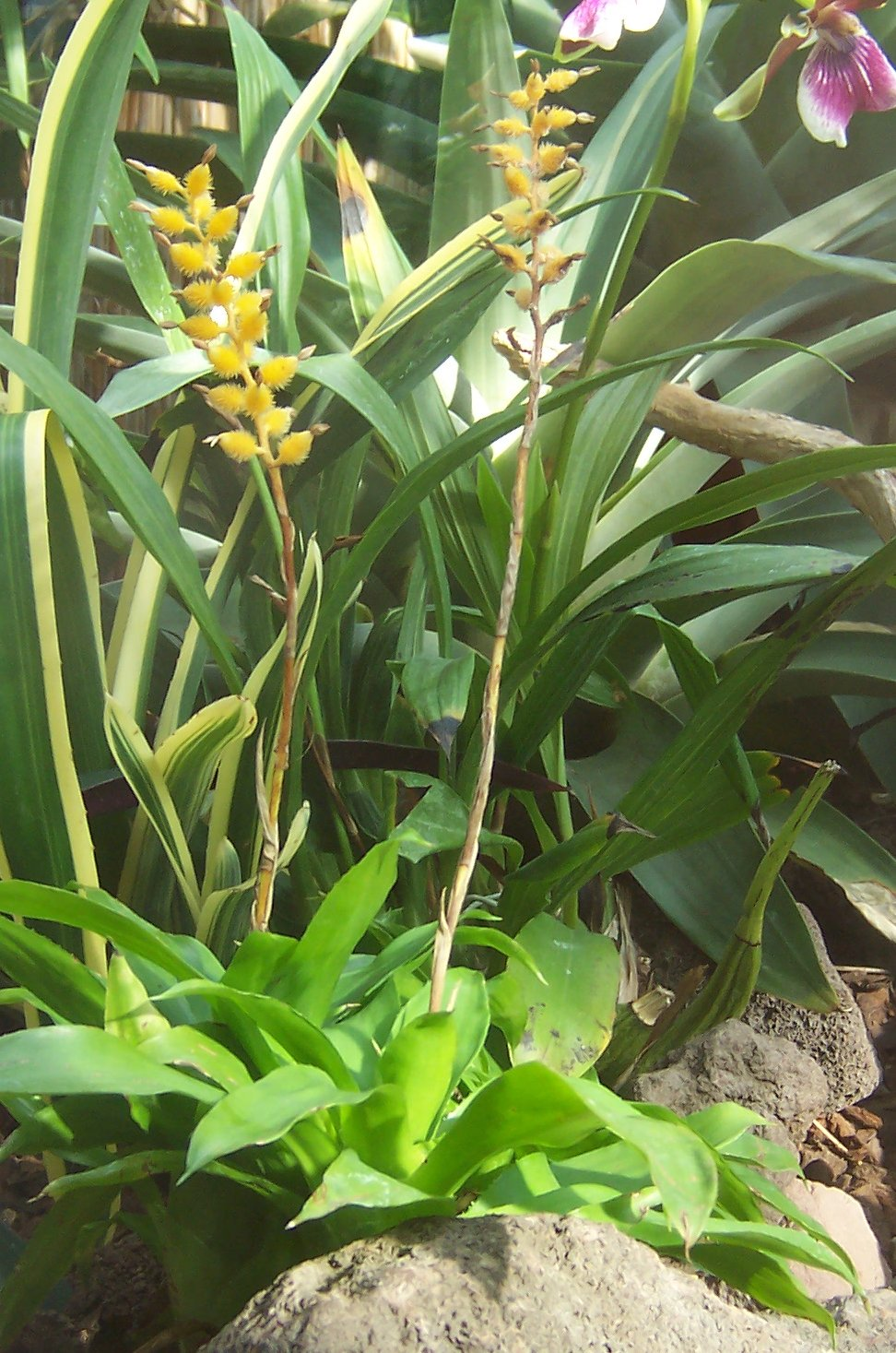